# Петър Пармаков
Капитан Петър Николов Пармаков е български революционер, роден в сливенското село Градец.
Майка му Станка и баща му Никола Жейнов – Алтъпармака, го дават да се изучи в доброто, благодарение на учителя Димитър Русков, местно училище. Изучил се до трети клас на тамошното училище, Петър Пармаков, по волята на родителите си напустнал през 1863 г. Градец и отишъл овчар в Добруджа, на бащината си къща в селото Малък Гаргалък, Кюстендженско. Овчарувал той три години. После след това пак се върнал в Градец, но не следвал там, а отишъл в Котел. Тук той бил на квартира у свако си, даскал Въльо Бандата. Слъд година и повече той напуснал котленското училище, понеже е нямало за какво да следва там, и заминал за Тулча. Тук постжпил в местното училище и във временния му пансион. Учителите му били Сава Доброплодни и Тодор Икономов-Жеравненеца.
През 1870 г. заминава за Цариград, след това отива и в Одеса. Там през 1875 г. завършва Одеското военно училище с чин прапоршчик и се записва на служба в Руската армия в Николаев, по-късно я напуска. През 1876 г. вече е в Браила и се включва в дейността на БРЦК. След това се връща в България и участва в подготовката на Априлското въстание. Действа в Търновския революционен окръг, като на 28 април 1876 г. е определен за военен командир на четата на поп Харитон, а на 2 май 1876 г. поема и командването. Умира в бой с турските войски на 7 май 1876 край Дряновския манастир.